# Billy Kidman
Billy Kidman, pseudonimo di Peter Jacob Gruner Jr. (Allentown, 11 maggio 1974), è un ex wrestler statunitense.
È sotto contratto con la WWE, dove svolge il ruolo di produttore. Nel corso della sua carriera ha lottato per la World Championship Wrestling e per la World Wrestling Entertainment. Tra WWE e WCW ha detenuto un totale di undici titoli.

## Carriera

### Primi anni (1994-1996)
Gruner iniziò la sua carriera nel 1994, allenato da Afa Anoa'i (uno dei Wild Samoans) col nome di Kid Flash, lottò in piccole federazioni come la Championship Wrestling Alliance (CWA) e la East Coast Wrestling Association (ECWA); ed in entrambe le federazioni vinse il titolo di campione di coppia.

### World Championship Wrestling (1996-2001)
La grande occasione per Gruner avvenne il 6 marzo 1996, quando, sempre come "Kid Flash", fu ingaggiato dalla WCW, dove esordì contro Chris Kanyon. Successivamente cambiò nome in Billy Cannon il 10 aprile, prima di stabilirsi definitivamente sul nome Billy Kidman (poi semplicemente Kidman) il 13 maggio. Fece il suo debutto televisivo in WCW nella puntata di Saturday Night del 18 maggio, perdendo contro Diamond Dallas Page, mentre la sua prima vittoria televisiva avvenne nella puntata del 28 luglio contro Psychosis. Kidman continuò a lottare nella categoria Cruiserweight per un anno per poi ricevere la sua prima opportunità titolata in un match contro il campione Rey Mysterio, senza successo. Nella puntata di Nitro del 30 settembre, Kidman sostituì il collega Psychosis, che non poteva presentarsi a causa dei suoi problemi di visto, lottando come "El Technico", indossando una maschera e in coppia con Juventud Guerrera contro The Public Enemy. Kidman ricevette in seguito due nuove opportunità per il titolo Cruiserweight, questa volta contro Dean Malenko nella puntata di Nitro del 2 dicembre e nella puntata di Saturday Night del 14 dicembre, ma perse entrambe le volte.
Nella puntata di Nitro del 13 ottobre 1997, Kidman si unì alla stable di Raven, il Raven’s Flock. Qui interpretò la gimmick di un eroinomane che praticava costantemente autolesionismo sul proprio corpo (uno degli effetti collaterali più comuni durante le crisi di astinenza dall'eroina). Il periodo di Kidman nel Flock fu avaro di soddisfazioni ed ebbe opportunità importanti solo in poche occasioni, come la partecipazione a una battle royal per determinare il concorrente numero 1 per il titolo Cruiserweight a Slamboree. Kidman avrebbe poi perso contro Juventud Guerrera a Bash at the Beach. A Fall Brawl, Kidman aiutò Perry Saturn a sconfiggere Raven in un match, sancendo così lo scioglimento del gruppo.
Dopo lo scioglimento del Flock, Kidman abbandonò la gimmick da eroinomane e divenne un favorito del pubblico. Riuscì in seguito a sconfiggere Juventud Guerrera vincendo il suo primo Cruiserweight Championship in un episodio di Nitro. Kidman difese con successo il titolo contro diversi avversari nelle puntate di Nitro successive. Kidman difese la sua cintura anche contro Disco Inferno ad Halloween Havoc. Per Kidman si trattò della prima difesa del titolo in Pay-Per-View. Kidman perse il titolo contro Juventud Guerrera nella puntata di Nitro del 16 novembre, ma lo riconquistò nella rivincita. Poco dopo, Kidman si unì a Rey Mysterio nella rivalità di quest'ultimo con il Latino World Order. A Starrcade, Kidman difese con successo il Cruiserweight Championship contro Guerrera e Mysterio in un triangle match. Subito dopo, il leader della LWO Eddie Guerrero sfidò Kidman in un match immediato, che Kidman accettò. Kidman mantenne il titolo anche grazie all'assistenza di Mysterio.
Il regno di campione di Kidman continuò anche nel 1999, difendendo con successo la cintura contro Juventud, Psychosis e Mysterio in un four-way match a Souled Out. Kidman mantenne poi il titolo contro diversi sfidanti come Chavo Guerrero Jr. a SuperBrawl IX e Mikey Whipwreck a Uncensored. Kidman perse il titolo contro Mysterio nella puntata di Nitro del 15 marzo. In seguito, Mysterio chiese a Kidman di essere il suo tag team partner in un match per il World Tag Team Championship. Kidman inizialmente rifiutò, poiché un tentativo precedente di un tag team tra i due non raggiunse alcun livello di successo. I due, tuttavia, affrontarono Chris Benoit e Dean Malenko per i titoli nella puntata di Nitro del 29 marzo, e riuscirono a prevalere con l'aiuto indesiderato di Raven e Saturn. Kidman e Mysterio si affrontarono nuovamente in un match il Cruiserweight Championship a Spring Stampede, dove Mysterio mantenne il titolo.
Nell'estate del 1999, Kidman si unì ai Filthy Animals insieme a Rey Mysterio, Konnan ed Eddie Guerrero. Insieme sconfissero i Dead Pool due volte a Road Wild e Fall Brawl. Kidman sarebbe poi diventato responsabile dello smascheramento di Psychosis sconfiggendolo in un hair vs. mask match nella puntata di Nitro del 27 settembre. Ad Halloween Havoc, Kidman sostituì un infortunato Mysterio e fece coppia con Konnan per difendere il World Tag Team Championship contro gli Harlem Heat e The First Family in un triangle match, vinto dagli Harlem Heat. Tuttavia, la notte seguente su Nitro, Kidman e Konnan sconfissero gli Harlem Heat riconquistando i titoli.
Kidman partecipò in seguito ad un torneo per il vacante WCW World Heavyweight Championship, sconfiggendo Konnan nel primo turno e Norman Smiley in un hardcore match nel secondo turno prima di perdere contro Bret Hart nei quarti di finale. I Filthy Animals persero un match di eliminazione contro i The Revolution a Mayhem. La notte seguente, su Nitro, Kidman si alleò con il sostituto di Konnan Rey Mysterio per difendere il World Tag Team Championship contro Creative Control, ma persero i titoli. Kidman sfidò così Jeff Jarrett per lo United States Championship nella puntata di Nitro del 27 dicembre, dove, sebbene arrivò un paio di occasioni vicinissimo alla vittoria, venne sconfitto.
I Filthy Animals iniziarono a sgretolarsi nel 2000 quando Guerrero lasciò la WCW, e Kidman abbandonò il gruppo quando il resto dei suoi membri cominciarono a ignorarlo. A Souled Out, Kidman partecipò al Triple Threat Theater, una serie di tre match con diverse clausole, inizialmente in programma tra Chris Benoit e Jeff Jarrett. Tuttavia, Jarrett non fu in grado di competere a causa del suo infortunio. Kidman vinse i primi due match, un Catch-as-Catch Can match contro Dean Malenko, e una Bunkhouse Brawl contro Perry Saturn, ma perse il terzo match, un Caged Heat match.
Ciò portò Kidman a scontrarsi con Wall e Vampiro nelle settimane successive, con Kidman che sconfisse Vampiro in un match a SuperBrawl 2000. In seguito, Kidman aiutò Booker T nel suo feud contro l'ex partner e fratello Stevie Ray e Midnight, sconfiggendoli a Uncensored. Il 30 marzo, Kidman sconfisse The Artist in un house show vincendo il suo terzo Cruiserweight Championship, ma perse nuovamente il titolo il giorno dopo.
Nel mese di aprile, Kidman si unì al New Blood di Vince Russo, effettuando un Turn Heel e divenendone uno dei membri di punta. In questo periodo Kidman iniziò a farsi accompagnare sul ring dalla fidanzata Torrie Wilson. Il nuovo personaggio di Kidman fu un hotshot che si rifiutava di essere trattato con sufficienza dai lottatori più "anziani" della federazione, accusando loro, col loro egocentrismo, di mettere in ombra i lottatori più giovani e talentuosi. Ciò portò Kidman a scontrarsi più volte con Hulk Hogan in quella che fu probabilmente la più prestigiosa rivalità della sua carriera. Kidman riuscirà a prevalere per schienamento contro Hogan in un handicap match, ma i successivi due incontri consecutivi videro prevalere Hogan a Slamboree e The Great American Bash. I New Blood si sarebbero poi divisi, portando Kidman a voltare le spalle mentre aveva iniziato una rivalità con Shane Douglas per l'affetto di Torrie Wilson. Durante lo scontro, la Wilson tradì Kidman schierandosi con Douglas. Kidman provò a vendicarsi, ma si infortunò in un match a New Blood Rising, quando Douglas appese Kidman al collo usando la cinghia. Nonostante la vittoria, Kidman fu costretto a prendersi diverse settimane di riposo per riprendersi. A Fall Brawl, Kidman e Madusa persero contro Douglas e Wilson in un scaffold match.
Concluso il feud, Kidman iniziò a fare coppia con Rey Mysterio di nuovo, unendosi così ai Filthy Animals ancora una volta.  A Halloween Havoc, Kidman e Mysterio fallirono l'assalto ai World Tag Team Championship di Mark Jindrak e Sean O'Haire in un triangle match, coinvolgendo anche i Boogie Knights. Il duo ha poi iniziato una faida con Kronik dopo aver perso contro di loro al Millennium Final. A Mayhem, i Filthy Animals sconfissero Alex Wright e Kronik in un handicap match dopo che i Kronik abbandonarono Wright a match in corso. La successiva rivalità dei Filthy Animals fu contro Jeff Jarrett e The Harris Brothers, perdendo contro di loro in uno street fight a Starrcade.
Nella primavera del 2001, Kidman e Mysterio entrarono nel torneo Cruiserweight Tag Team Championship, sconfiggendo Jason Lee e Johnny Swinger nei quarti di finale e 3 Count in semifinale, ma perdettero in finale contro Elix Skipper e Kid Romeo a Greed. Nella puntata finale di Nitro del 18 marzo 2001, Kidman e Mysterio vinsero i titoli da Skipper e Romeo. Quella notte, la World Wrestling Federation (WWF) acquistò la WCW e il contratto di Kidman fu rilevato dalla WWF. Di conseguenza, Kidman e Mysterio sono stati gli ultimi Cruiserweight Tag Team Champions nella storia della WCW.

### World Wrestling Federation/Entertainment (2001-2005)
Cruiserweight Championship (2001-2003)
Quando la WWF acquistò la WCW, il contratto di Gruner fu uno dei venticinque ad essere stati integrati direttamente nella federazione. Con l'inizio della storyline dell'Invasion, Gruner apparve in WWF con il nome di Billy Kidman e si unì subito a The Alliance, gruppo di wrestler comprendenti ex WCW ed ECW per fronteggiare la WWF. Kidman debuttò in WWF nella puntata di Smackdown! del 5 luglio, partecipando al primo match televisivo della WCW (ancora virtualmente in vita all'interno degli show WWF). Kidman sconfisse "Sugar" Shane Helms vincendo il WCW Cruiserweight Championship nel suo debutto in WWF. Nel PPV Invasion Kidman sconfisse il WWF Light Heavyweight Champion X-Pac. Nella puntata di Raw del 30 luglio, Kidman perse il Cruiserweight Championship contro lo stesso X-Pac in un match in cui era in palio anche il suo Light Heavyweight Championship. Dopo ciò, Kidman fu gradualmente messo da parte da ogni storyline a causa di un infortunio occorso in quel periodo.
Dopo essersi ripreso dall'infortunio, Kidman tornò in WWF a ottobre 2001. Nella puntata di Smackdown! del 11 ottobre, Kidman sconfisse nuovamente X-Pac vincendo il suo quinto titolo Cruiserweight. Successivamente perse il titolo contro Tajiri nella puntata di Raw del 22 ottobre. Alle Survivor Series, Kidman partecipò alla Immunity battle royal, dove il vincitore avrebbe ricevuto l'immunità dal licenziamento. Kidman non riuscì a vincere il match, e l'Alliance perse il match della resa dei conti quella stessa notte, venendo così costretta a sciogliersi. Come risultato, tutti i membri dell'Alliance, compreso Kidman, furono licenziati dalla WWF (kayfabe). Kidman sarebbe poi apparso solamente negli House Show della WWF per i successivi 4 mesi.
Kidman venne "riassunto" dalla WWF dopo essere stato scelto per fare parte del brand Smackdown! il 25 marzo 2002. Il match di ritorno di Kidman si svolse nella puntata del 30 marzo, dove fece coppia con The Hurricane contro Funaki e Tajiri, perdendo. Nella puntata di Smackdown del 4 aprile, Kidman sconfisse Tajiri vincendo il Cruiserweight Championship per la sesta volta in carriera. Tuttavia, Tajiri reclamò il titolo a Backlash. Kidman continuò ad affrontare Tajiri, lottando con lui in diverse occasioni ma non riuscì a riconquistare il titolo. Dopo aver perso in un match contro Jamie Noble (divenuto nel frattempo campione) nella puntata di Smackdown del 20 giugno, Kidman iniziò una rivalità con lui per il titolo, sfidandolo senza successo a Vengeance.
A Rebellion, Kidman e la sua fidanzata Torrie Wilson hanno sconfitto John Cena e Dawn Marie in un tag team match. Successivamente vinse il suo settimo Cruiserweight Championship dopo aver sconfitto Jamie Noble a Survivor Series. Perse il titolo tre mesi dopo contro Matt Hardy a No Way Out. Da allora e fino alla fine del suo stint in WWE, Kidman non riuscirà più a riconquistare la cintura.

#### Alleanza e faida con Paul London e abbandono (2004-2005)
Dopo la perdita del titolo, Kidman continuò a combattere della divisione cruiserweight senza più ottenere opportunità titolate. Formò quindi un tag team con il nuovo arrivato Paul London all'inizio del 2004. Insieme vinceranno il Tag Team Championship dai Dudley Boyz l'8 luglio 2004 durante un episodio di smackdown!, sconfiggendoli anche nelle successive rivincite. La faida culminerà a Summerslam, dove i due vennero sconfitti dai Dudley in un 6 man tag team match che coinvolse anche Spike Dudley e Rey Mysterio.
Kidman e London dominarono incontrastati la categoria tag team per un paio di mesi. Nella puntata di smackdown! del 24 agosto 2004, Kidman sbagliò l'esecuzione della sua finisher, la Shooting Star Press, su Chavo Guerrero, procurandogli una commozione cerebrale che rischiò di porre fine anticipatamente alla sua carriera. Nelle settimane seguenti Kidman, affetto dal rimorso per quanto accaduto, decise di non usare più la mossa per timore di infortunare gravemente altri wrestler: ogni volta che Kidman saliva sulle corde pronto a colpire con la sua mossa finale, puntualmente esitava. Ciò costò alla coppia diversi match importanti ma soprattutto i titoli tag team, quando London, lasciato da solo a difendere le cinture, venne facilmente sconfitto da Kenzo Suzuki e René Duprée. Di conseguenza, London e Kidman si affrontarono a No Mercy, dove Kidman prevalse tornando ad eseguire la sua Shooting Star Press. Kidman completò il suo turn heel accanendosi su London alla fine del match, incolpando i fan per il suo atteggiamento brutale e aggressivo. Successivamente Kidman iniziò una piccola rivalità contro Chavo Guerrero, tornato dall'infortunio e desideroso di vendicarsi. Nel match finale, il messicano ebbe la meglio. Kidman incrocerà il suo vecchio tag team partner Paul London in diversi match dove entrambi furono impegnati alla conquista del titolo cruiserweight. All'inizio del 2005, Kidman subì una frattura all'osso orbitale, che lo mise fuori gioco per un paio di mesi.
Gruner venne rilasciato dalla WWE il 6 luglio 2005. In seguito Gruner dichiarò che il rilascio fu dovuto a una discussione che ebbe con la dirigenza riguardo la decisione di smettere di prenotare voli di prima classe all'estero per i dipendenti della compagnia.

### Circuito indipendente e ritiro (2005-2007)
Dopo il licenziamento dalla WWE, Kidman iniziò un tour nel Regno Unito. Durante il tour, ha partecipato alla Frontier Wrestling Alliance in un three-way match con Jody Fleisch e Jonny Storm. Lottò inoltre, perdendo, con la leggenda del wrestling britannico Robbie Brookside per determinare l'inaugurale Real Quality Wrestling Heavyweight Champion.
Nel 2007, Kidman fece il suo debutto nella International Wrestling Association in un match per l'IWA World Heavyweight Championship contro Ray González, che perse. Kidman prese parte anche all'East Coast Australian Assault II Tour dal 1º al 3 giugno 2007, dove ha lottato contro i wrestler australiani TNT e Mark Hilton prima di sconfiggere Bryan Danielson per vincere il WSW World Heavyweight Championship la terza notte a Newcastle.
L'8 luglio 2007, Kidman si alleò con Sean Waltman in un triple threat match a McAllen, Texas per incoronare i nuovi NWA World Tag Team Champions. I titoli erano stati precedentemente resi vacanti dal Team 3D dopo che la Total Nonstop Action Wrestling si era ufficialmente dissociata dalla National Wrestling Alliance. Tuttavia, Kidman e Waltman persero il match contro Karl Anderson e Joey Ryan.

### Ritorno in WWE (2007-2020, 2020-presente)
Gruner tornò brevemente nella WWE nel 2007 come allenatore per i lottatori della Florida Championship Wrestling, federazione di sviluppo della WWE. Il 23 febbraio 2008 Kidman lottò il suo ultimo match, perdendo contro Afa Jr. e poco dopo annunciò il ritiro dal wrestling lottato. A partire dal 2010 Gruner ha lavorato in WWE come produttore.
Il 9 aprile 2012, Gruner insieme agli ex wrestler Jamie Noble, Goldust e altri wrestler della WWE interruppero lo scontro tra John Cena e Brock Lesnar. Nel novembre 2013 Gruner è apparso nel tour europeo della WWE come medico di Paul Heyman, sotto il nome di "Dr. Weisenburg". Nella puntata di Smackdown del 23 agosto 2016, è apparso al fianco di Jamie Noble per impedire a Dolph Ziggler di attaccare AJ Styles.
Gruner è stato licenziato dalla WWE il 15 aprile 2020, come conseguenza dei tagli per la crisi causata dalla pandemia di COVID-19, per poi venir riassunto il successivo 15 settembre.

## Vita privata
Nel 2003 Gruner ha sposato la diva della WWE Torrie Wilson (conosciuta durante il suo periodo in WCW) dopo 4 anni di frequentazione. Nel 2006 la coppia si separò e nel 2008 divorziò ufficialmente.
È di religione ebraica.

## Personaggio

### Mosse finali
- BK Bomb (Sitout spinebuster, a volte dalla seconda corda) – WWF/E
- Kid Krusher (Jumping inverted double underhook facebuster)
- Shooting star press (WCW/WWF/E/Circuito indipendente) / Seven Year Itch (WCW)

### Manager
- Konnan
- Torrie Wilson
- Tygress

### Musiche d'ingresso
- "Devistator (a)" di Chappell (WCW Saturday Night, 5/4/1996)
- "Rock The World (a)" di Chappell (WCW)
- "Road to Glory (B)" di Chappell (WCW)
- "Destroyer" di De Wolfe Music (WCW)
- "Kidman Theme" di Jimmy Hart e Howard Helm (WCW; 1998–2001, WWF/E; 2001–2002)
- "Psycho" di Konnan e Mad One (WCW; agosto 1999–gennaio 2000, maggio 2000; usata come membro dei Filthy Animals)
- "Filthy, Dirty, Nasty" dei The Filthy Animals (WCW; 1999-2000; usata come membro dei Filthy Animals)
- "The Reason" di Mad One (WCW; ottobre 2000-marzo 2001; usata come membro dei Filthy Animals)
- "Mortal Wound" dei Gravity (WWF)
- "Extreme Impact" di Bryan New (WWE; 2002)
- "You Can Run" eseguita da Lorddikim Allah e composta da Jim Johnston (WWE; 2002–2005)

## Titoli e riconoscimenti
- East Coast Wrestling Association
  - ECWA Tag Team Championship (1) – con Ace Darling
  - ECWA Hall of Fame (Classe del 2004)
- Pro Wrestling Illustrated
  - 92º tra i 500 migliori wrestler singoli secondo PWI 500 (2004)
- Revolution Xtreme Wrestling
  - RXW World Heavyweight Championship (1)
- Trans–World Wrestling Federation
  - TWWF Cruiserweight Championship (1)
- United States Wrestling Association
  - USWA Tag Team Championship (1) – con Ace Darling
- World Championship Wrestling
  - WCW Cruiserweight Championship (3)
  - WCW Cruiserweight Tag Team Championship (1) – con Rey Mysterio Jr.
  - WCW World Tag Team Championship (2) – con Konnan (1) e Rey Mysterio Jr. (1)
- World Series Wrestling
  - WSW Heavyweight Championship (1)
- World Wrestling Federation/Entertainment
  - WWE Cruiserweight Championship1 (4)
  - WWE Tag Team Championship (1) – con Paul London
- Wrestling Observer Newsletter
  - Worst Feud of the Year (2000) vs. Hulk Hogan

1 Nei primi due regni di Kidman il titolo era noto come WCW Cruiserweight Championship, nel terzo WWF Cruiserweight Championship e nel quarto WWE Cruiserweight Championship.